# Georg Bokelberg
Georg Bokelberg (* 1. September 1842 in Hannover; † 8. Februar 1902 ebenda) war ein deutscher Bauingenieur, Architekt und Stadtbaurat sowie Eisenbahner.

## Leben
Georg Bokelberg wurde in Hannover als Sohn des Wegebaurates und späteren Geheimen Regierungsrates Heinrich Friedrich Eduard Bokelberg geboren.
Nach dem Besuch der Höheren Bürgerschule – der späteren Tellkampfschule – studierte Georg Bokelberg von 1859 bis 1864 an der Polytechnischen Schule Hannover die Fächer Bauingenieurwesen und Architektur und wurde zum Abschluss mit der Bronzenen Preismedaille ausgezeichnet. In Hannover wurde er Mitglied im Corps Saxonia.
Ab 1864 war Bokelberg zunächst im Eisenbahnbau bei der Baudirektion Göttingen für die Strecken der Hannöverschen Südbahn tätig, später in Halberstadt für die Ost- und Südharzbahnen, bevor er als Landesbauinspektor in Erfurt tätig wurde. Vom 24. Juni 1884 bis zu seinem Tode übte er als Nachfolger von Rudolph Berg die Aufgaben des Stadtbaurates in Hannover aus, als der er seit dem 25. Oktober 1890 über das volle Stimmrecht des Magistrats verfügte.
Er organisierte die Bauverwaltung der Stadt gründlich um und nahm seine Aufgabe überwiegend als dirigierender Chef wahr. Er sorgte für die Neuanlage des Kanalisationsnetzes, gründete ein Elektrizitätswerk und erweiterte das Wasserwerk. Neben dem Bau der von Paul Rowald entworfenen Markthalle, des Kestner-Museums und des Stöckener Friedhofs hat er den Bau des Neuen Rathauses begonnen.
Bokelbergs Grabmal findet sich auf dem Stadtfriedhof Engesohde.

## Schriften
- Georg Bokelberg, Paul Rowald: Die Städtische Markthalle zu Hannover. Mit 11 Zeichnungsblättern, Hannover: Schmorl & von Seefeld Nachfolger (in Kommission C. und G. Knothe), 1894; Digitalisat des Göttinger Digitalisierungszentrums der Niedersächsische Staats- und Universitätsbibliothek Göttingen